# Nandicius mussooriensis
Espèce
Synonymes
- Phintella mussooriensis Prószyński, 1992

Nandicius mussooriensis est une espèce d'araignées aranéomorphes de la famille des Salticidae.

## Distribution
Cette espèce est endémique d'Uttarakhand en Inde,.

## Description
La carapace du mâle holotype mesure 2,25 mm sur 2,62 mm et celle de la femelle 2,37 mm sur 2,87 mm.

## Étymologie
Son nom d'espèce, composé de mussoori[e] et du suffixe latin -ensis, « qui vit dans, qui habite », lui a été donné en référence au lieu de sa découverte, Mussoorie.

## Publication originale
- Prószyński, 1992 : Salticidae (Araneae) of the Old World and Pacific Islands in several US collections. Annales zoologici, Warszawa, vol. 44, p. 87-163.